# Сорокин, Ефим Иванович
Ефи́м Ива́нович Соро́кин (12 октября 1866, село Зимарово Раненбургского уезда Рязанской губернии — после 1919) — русский крестьянин, депутат Государственной думы Российской империи.

## Биография
Родился в крестьянской семье, сам также стал крестьянином. Русский, православный. Окончил начальное народное училище.
В 1905 году по поручению крестьян двух волостей Рязанской губернии составил «приговор» о присоединении к Крестьянскому союзу. В январе 1906 года был арестован и по приговору суда выслан на 4 года в Архангельскую губернию. Находясь в ссылке, занялся разносной торговлей и случайно стал известен губернатору, который заинтересовался его судьбой и добился разрешения на возвращение Сорокина на родину.

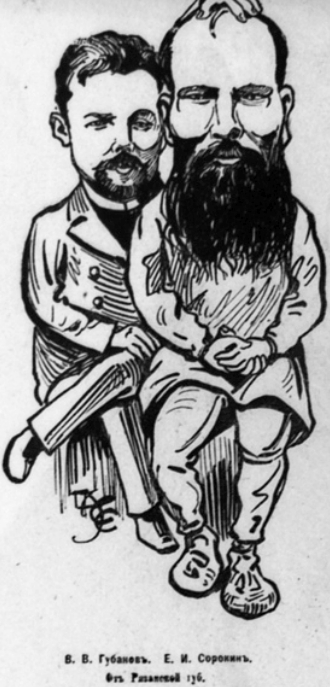
Карикатура на депутатов В. Губанова и Е. И. Сорокина

В 1907 году был избран в Государственную думу Российской империи II созыва от крестьянской курии. По взглядам относился к Трудовой группе. Являлся членом аграрной комиссии, неоднократно принимал делегации крестьян губернии с теми или иными прошениями, писал статьи о обсуждаемых в Думе вопросах в петербургские, московские и рязанские газеты.
В 1917 году был выбран членом Учредительного собрания от эсеров и Рязанского совета крестьянских депутатов.